# Hoplosebastes
Hoplosebastes is een monotypisch geslacht van straalvinnige vissen uit de familie van schorpioenvissen (Scorpaenidae).

## Soort
- Hoplosebastes armatus Schmidt, 1929